# Cyrtandra calciphila
Cyrtandra calciphila är en tvåhjärtbladig växtart som beskrevs av Brian Laurence Burtt. Cyrtandra calciphila ingår i släktet Cyrtandra och familjen Gesneriaceae. Inga underarter finns listade i Catalogue of Life.